# Bologna
Bologna IPA: [bɔ'loɲ:a] (a latin Bononia szóból származik, a helyi elnevezése szerint Bulåggna) Emilia-Romagna régió székhelye. A Pó-síkságon, az Appenninek szomszédságában, pontosabban a Reno- és Savena-folyó között terül el. Lakosságát tekintve a hetedik legnagyobb olasz város. Az első európai egyetem (1088) székhelye, melynek ma 90 000 hallgatója van.

## Története
Bolognát az i. e. 5. században alapították az etruszkok Felsina néven. A területet ezt megelőzően villanova-kultúrájú pásztorok, földművesek lakták. A település a hegyen található szentély körül alakult ki, amelyet temető övezett. A római időkben Bononia városnak 2 főutcája volt.
Az 5. században Petronius püspök alatt megépült a Santo Stefano-templomegyüttes. 728-ban a longobárdok elfoglalták.
A 11. században szabad kommuna alakult a városban. 1088-ban alapították az egyetemet, amely a legelső volt Európában. Sok híres magyar is koptatta padjait. A város 1167-ben csatlakozott a Lombard Ligához a német-római császár elleni küzdelemben.

## Politika
Bolognát hagyományosan baloldali településként tartják számon az olasz belpolitikában. A város a munkásmozgalom egyik központja volt Olaszországban, valamint a második világháború alatt az Olasz Ellenállási Mozgalomnak is egyik központja volt. 1945 és 1995 között a polgármestert a város képviselő-testületet választotta meg. A város ez idő alatt végig kommunista vezetés alatt állt, 1991-es megszűnés után a Baloldali Demokratikus Párt jelöltje volt a városvezetője. 1995 óta a polgármestert közvetlenül választják és 1999-2004-es időszakot kivéve mindig a balközép koalíció aktuális jelöltjét választották meg. 1999-ben választottak meg először jobboldali jelöltet Giorgio Guazzaloca személyében, a Szabadság Pólusa színeiben.

## Látnivalói
- 2021 óta a bolognai árkádok a világörökség részei.[3]

### A középkori felhőkarcolók
Észak-Itáliában a 11. században sok gazdag család magas, négyzetes alapú lakótornyot épített téglából, amolyan középkori „felhőkarcolókat”. Az akkor nagyon gazdag Bolognában a tehetős családok versengve néhány évtized alatt csaknem száz ilyen tornyot húztak fel, gyakran közvetlenül egymás mellé. Átlagos magasságuk kb. 60 méter. Az egyik fennmaradt torony, az Asinelli 97 méteres, ami egy 30–35 emeletes panelház magassága. Több elméletet is kidolgoztak arra, miért emeltek ilyen nyilvánvalóan célszerűtlen konstrukciókat, mivel se védelmi, se lakhatási célra nem voltak ideálisak — a legvalószínűbbnek az tűnik, hogy a tornyok a rivalizáló családok státuszszimbólumai voltak, és azok magasságával fejezték ki gazdagságukat és az ebből következő befolyásukat.
Gyorsan bebizonyosodott azonban, hogy a legtöbb építményhez használt tégla nem képes megtartani a tornyok önsúlyát, ezért több már viszonylag hamar, a 12., illetve 13. században részben vagy egészben leomlott. Attól félve, hogy a többi is ilyen sorsra jut, sok család maga bontotta vissza tornyát (általában 20–30 méterig). Az Asinelli mellett megmaradt másik magasabb torony, a Garisenda szintén ezért lett visszabontva 48 méterig (ezen a tornyon az is látszik, hogy igencsak ferde, vagyis visszabontás nélkül valószínűleg már ez sem állna).

### Templomok
- San Petronio-bazilika – Olaszország legnagyobb bazilikáinak egyike.
- Szent Péter-katedrális (Cattedrale Metropolitana di San Pietro)
- Szent Pál-bazilika (Basilica di San Paolo Maggiore)
- Szent István-bazilika (Santo Stefano)
- San Michele in Bosco komplexum (templom, kolostor, park)[5]
- Szent Domonkos-bazilika (San Domenico)
- Santa Cristina della Fondazza templom és kolostor
- Szent Bertalan-oratórium (Oratorio di San Bartolomeo di Reno)
- Santa Maria della Pioggia templom

### Paloták
- Palazzo d'Accursio (vagy Palazzo Comunale)
- Palazzo dell'Archiginnasio
- Palazzo Baciocchi o Palazzo di Giustizia (igazságügyi palota)
- Palazzo dei Banchi
- Palazzo Bevilacqua
- Palazzo Bocchi
- Corte Isolani
- Collegio di Spagna
- Palazzo Davia Bargellini
- Palazzo Fava
- Palazzo Felicini–Fibbia (Calzolari)
- Palazzo Galvani
- Palazzo Ghisilardi – Fava
- Casa di Giosuè Carducci
- Palazzo Grassi
- Palazzo Hercolani
- Palazzo Magnani Salem
- Palazzo Malvezzi de'Medici
- Loggia dei Mercanti
- Palazzo dei Notai
- Palazzo Pepoli Campogrande
- Palazzo del Podestà
- Palazzo Poggi
- Palazzo Re Enzo
- Palazzo di Residenza della Cassa di Risparmio di Bologna (a bolognai takarékpénztár)
- Palazzina della Viola
- Villa Aldini
- Villa Aldrovandi Mazzacorati
- Villa Cassarini
- Villa Gandolfi (vagy Palazzo Pallavicini)
- Villa Impero
- Villa delle Rose
- Villa Spada

## Kultúra
Művészettörténeti érdekesség, hogy 1582-től itt működött az Academia degli Incamminati (jelentése: helyes útra tértek), a stílusokat elegyítő bolognai festőiskola fő műhelye.

### Oktatási intézmények
- Bolognai Egyetem (Università di Bologna): Európa legősibb egyeteme, 1088-ban alapították. Jelenleg hozzávetőlegesen 90 000 diákot képez.

### Múzeumok
- Bolognai Régészeti Múzeum (Museo Civico Archeologico) a Palazzo Galvaniban
- Egyetemi Múzeum
- Bolognai Nemzeti Galéria (Pinacoteca Nazionale di Bologna)
- Földtani Múzeum (Bologna)Földtani Múzeum

## Közlekedése

### Légi
A várostól északra található a Bologna Guglielmo Marconi repülőtér.

### Vasút
A városban ér véget a Milánó–Bologna nagysebességű vasútvonal.

## Híres emberek

### A város szülöttjei
Öt pápa is a városból származott:
- II. Luciusz pápa (Gherardo Caccianemici dell'Orso, pápa 1144-5)
- XIII. Gergely pápa (1502–) (Ugo Boncompagni, pápa 1572–1585)
- IX. Ince pápa (1519–) (Giovanni Antonio Facchinetti, pápa 1591)
- XV. Gergely pápa (1554–) (Alessandro Ludovisi, pápa 1621–1623)
- XIV. Benedek pápa (1675–) (Prospero Lambertini, pápa 1740–1758)
- Fabio Frizzi (1951–) zeneszerző

További ismert személyek:
- Irnerius (1050 k.)
- Guido Guinzelli (1230 és 1240 között – Monselice, 1276 körül)
- Scipione del Ferro (1465–1526)
- Carlo Ruini (1530-1598)
- Ludovico Carracci (1555–1619)
- Agostino Carracci (1557–1602)
- Annibale Carracci (1560–1609)
- Domenichino (Domenico Zampieri, 1581–1641)
- Il Guercino (Giovanni Barbieri, 1591–1666)
- Adriano Banchieri (1568–1634)
- Carlo Ruini (1530-1598)
- Agostino Barelli (1627–1687)
- Elisabetta Sirani (1638–1665)
- Laura Bassi (1711–1788)
- Luigi Galvani (1737–1798)
- Giuseppe Gasparo Mezzofanti (1774–1839)
- Ugo Bassi (1800–1849)
- Stefano Benni (1947)
- Rossano Brazzi (1916)
- Annibale Carracci (1560)
- Pierluigi Collina (1960)
- Lucio Dalla (1943)
- Gianfranco Fini (1952)
- Serena Grandi (1958)
- Marcello Malpighi (1628)
- Guglielmo Marconi (1874)
- Marco Minghetti (1818–1886)
- Augusto Righi (1850-1920)
- Ottorino Respighi (1879)
- Giorgio Morandi (1890)
- Ondina Valla (1916-2006)
- Mariele Ventre (1939-1995)
- Gianni Morandi (1944)
- Pier Paolo Pasolini (1922)
- Cesare Perdisa (1932)
- Pupi Avati (1938)
- Romano Prodi (1939)
- Roberto Regazzi (1956)
- Alex Zanardi (1966)
- Alberto Tomba (1966)
- Christian Vieri (1973)

## Egészségügy
A városnak két jelentős egészségügyi intézménye van: Policlinico Sant'Orsola-Malpighi (Szent Orsolya Klinika) és a Ospedale Maggiore di Bologna. A Policlinico Sant'Orsola-Malpighi Olaszország egyik legnagyobb kórháza, egyben a Bolognai Egyetem Orvosi és Sebészeti Karának egyetemi kórháza. 30 épülettel rendelkezik a klinika. A klinika 67 osztállyal rendelkezik, amikből 7 kiemelt státusszal bír. A szív- és érgyógyászati, aneszteziológiai, hematológiai és onkológiai, sürgősségi és baleseti, belgyógyászati és nefrológiai, gasztroenterológiai és a nőgyógyászati osztályok a kiemeltek.

## Érdekességek
- A város nevét viseli egy világszerte ismert és elterjedt ételféleség, a bolognai szósz, illetve leggyakrabban fogyasztott köretével együtt emlegetve a bolognai spagetti, ami azonban ebben a formában valójában nem egészen itt kialakult étel. Marhahús, sertésszalonna és többféle gyökérzöldség felhasználásával készülő ragu létezett régebben is ragù alla bolognese néven, amit leginkább frissen gyúrt tagliatelle tésztával ettek az itt élők; sertéshússal és sok paradicsommal készülő, illetve főként száraztésztával kínált változata a második világháború után, amerikai hatásra terjedt el szerte a világban.[6]

## Testvértelepülései
- Németország Lipcse 1962. május 2.
- Horvátország Zágráb 1963. május 5.
- Ukrajna Harkiv 1966. augusztus 5.
- Spanyolország Valencia 1976. március 27.
- Görögország Szaloniki 1981. október 29.
- Franciaország Toulouse 1981. november 23.
- Egyesült Királyság Coventry 1984. április 21.
- Egyesült Államok Saint Louis 1987. július 30.
- Nicaragua San Carlos 1988. május 21.
- Argentína La Plata 1988. november 23.
- Szenegál Saint Louis 1991. december 2.
- Bosznia-Hercegovina Tuzla 1994. július 21.
- Egyesült Államok Portland 2004. április 28.
- Olaszország Bari 2009. november 18.